# Akrem Sassi
Akrem Sassi (* 2. März 1999) ist ein tunesischer Diskuswerfer, der auch im Kugelstoßen an den Start geht.

## Sportliche Laufbahn
Erste internationale Erfahrungen sammelte Akrem Sassi 2017 bei den Juniorenafrikameisterschaften in Tlemcen, bei denen er mit einer Weite von 15,09 m den fünften Platz im Kugelstoßen belegte und im Diskusbewerb mit 48,57 m auf Rang vier gelangte. Anschließend wurde er bei den Arabischen Meisterschaften in Radès mit 13,54 m Fünfter im Kugelstoßen. Im Jahr darauf belegte er bei den Arabischen-U20-Meisterschaften in Amman mit 16,27 m bzw. 50,14 m jeweils den vierten Platz und 2019 nahm er erstmals an den Afrikaspielen in Rabat teil, bei denen er mit 50,63 m auf den siebten Rang gelangte.
2018 wurde Sassi tunesischer Meister im Kugelstoßen.

## Persönliche Bestzeiten
- Kugelstoßen: 15,90 m, 26. Juli 2019 in Algier
- Diskuswurf: 53,90 m, 27. Juli 2019 in Algier